# Markus Wriedt
Markus Wriedt (* 31. Juli 1958 in Hamburg) ist ein deutscher evangelischer Theologe.

## Leben
Ab 1977 studierte er Philosophie und evangelische Theologie in Hamburg und München, gefördert durch die Studienstiftung des Deutschen Volkes (1979–1983). 1983 legte er das erste theologische Examen ab. Die Ordination zum Pfarrer der evangelischen Kirche in Hessen und Nassau erfolgte 1993. Von 1994 bis 2001 war er Lehrbeauftragter für Kirchengeschichte an der Universität Heidelberg sowie seit 2000 auch in Frankfurt am Main. Von 1985 bis 2007 war er wissenschaftlicher Mitarbeiter am Institut für Europäische Geschichte. Von 2002 bis 2012 lehrte er als regular Visiting Professor of Theology der Marquette University. Nach der Promotion (Dr. theol.) 1990 an der Universität Hamburg und der Habilitation 2005 in Frankfurt am Main lehrt er seit 2006 als apl. Professor an der Universität Frankfurt am Main.

## Schriften (Auswahl)
- Gnade und Erwählung. Eine Untersuchung zu Johann von Staupitz und Martin Luther. Mainz 1991, ISBN 3-8053-1162-1.
- als Herausgeber: Glaube – Tradition – Lehre. Vom Sinn und Nutzen kirchlicher Lehre in ökumenischer Verantwortung. Ostfildern 2014, ISBN 3-7867-3028-8.
- Scriptura loquens. Beiträge zur Kirchen- und Theologiegeschichte des Spätmittelalters und der Reformationszeit. Leipzig 2018, ISBN 3-374-05590-7.
- als Herausgeber mit Raphael Zager: Notwendiges Umdenken. Festschrift für Werner Zager zum 60. Geburtstag. Leipzig 2019, ISBN 3-374-06079-X.